# Stazione di Mikawashima
La stazione di Mikawashima (三河島駅?, Mikawashima-eki) è una stazione ferroviaria di Tokyo situata nel quartiere di Arakawa servita dalla linea Jōban della JR East.

## Linee
- JR East
  - ■ Linea Jōban (rapida)

## Struttura
La stazione è dotata di una banchina centrale a isola con due binari al livello del terreno. Sono presenti anche due binari laterali per i treni della linea Sōbu Rapida privi di banchine, in quanto i treni non fermano presso Nishi-Chiba.
| 1 | ■ Linea Jōban (rapida) | per Nippori e Ueno                                                 |
| 2 | ■ Linea Jōban (rapida) | per Kita-Senju, Matsudo, Toride, Narita, Tsuchiura, Ishioka e Mito |

## Stazioni adiacenti
| «                                   | Servizio           | »                  |
| Linea Jōban Rapida                  | Linea Jōban Rapida | Linea Jōban Rapida |
| ----------------------------------- | ------------------ | ------------------ |
| Nippori                             | Rapida             | Minami-Senju       |
| I treni Rapidi speciali non fermano |                    |                    |